# Ludwig Jungermann
Pour les articles homonymes, voir Jungermann.
Ludwig Jungermann est un médecin et un botaniste allemand, né le 4 juillet 1572 à Leipzig et mort le 7 juin 1653 dans cette même ville.

## Biographie
Son père, Caspar Jungermann (1531-1606), enseigne le droit à Leipzig ; sa mère, Ursula Camerarius (1539-1604), est la fille de l’humaniste Joachim Camerarius l'Ancien (1500-1574), ami de Philippe Melanchthon (1497-1560).
Il étudie la médecine à Nuremberg et enseigne, de 1614 à 1625, l’anatomie et la botanique à Gießen. En 1616, il refuse de remplacer Mathias de l'Obel (1538-1616), de même qu’il repousse deux offres des universités de Rostock et de Rinteln. Il crée un jardin de plantes médicinales (Hortus medicus) à Gießen. Celui-ci existe encore et est le plus ancien jardin botanique d’Allemagne.
En 1625, il accepte d’enseigne l’anatomie et la botanique à Altdorf bei Nürnberg où il crée également un jardin botanique. Il fait alors paraître Cornucopiae Florae Giessensis et Catalogus herbarum circa Giessam. Avec Basilius Besler (1561-1629), il fait paraître Hortus Eystettensis.
Carl von Linné (1707-1778) lui a dédié un genre d’hépatiques sous le nom de Jungermannia. Heinrich Bernhard Rupp (1688-1719), un botaniste de Gießen, utilise ce nom pour créer l’ordre des Jungermananniales.